# Репнє
Репнє (словен. Repnje) — поселення в общині Водиці, Осреднєсловенський регіон, Словенія. 
Висота над рівнем моря: 346 м.